# ديوسقورس الثاني
ديسقورس الثاني بابا الكنيسة القبطية الأرثوذكسية خلفًا للبابا يوأنس الثاني.